# Cyrkulacja
Cyrkulacja (krążenie) – operator wprowadzony początkowo w dynamice płynów następnie uogólniony na wszystkie pola wektorowe, dla danego pola definiuje wielkość skalarną. Cyrkulacja oznaczana jest zwyczajowo przez {\displaystyle \mathbf {\Gamma } .}
Dla przepływającego płynu z prędkością {\displaystyle \mathbf {V} } wzdłuż zamkniętej krzywej {\displaystyle C} cyrkulacja określona jest wzorem:
{\displaystyle \Gamma =\oint \limits _{C}\mathbf {V} \cdot \mathbf {ds} ,}
gdzie {\displaystyle \mathbf {ds} } oznacza wektor styczny do krzywej całkowania.
Niezerowa wartość cyrkulacji oznacza, że w analizowanym obszarze występuje zawirowanie płynu, przy wartości dodatniej w kierunku zgodnym z przyjętym kierunkiem całkowania.
Według twierdzenia Kutty-Żukowskiego w przepływie laminarnym cyrkulacja płynu (powietrza) wokół ciała poruszającego się w nim jest jednakowa dla każdej krzywej całkowania, a wytwarzana siła nośna jest proporcjonalna do cyrkulacji.

## Definicja uogólniona

Cyrkulacja dla danego pola wektorowego {\displaystyle {\overline {F}}(x,y,z)} wzdłuż krzywej L określa wzór:
{\displaystyle \Gamma =\oint \limits _{L}{\overline {F}}\cdot {\overline {dl}},}
gdzie {\displaystyle {\overline {dl}}} jest infinitezymalnym wektorem stycznym do krzywej w danym punkcie.
Jeżeli krzywa L ma parametryzację {\displaystyle {\overline {\varphi }}(t)} w przedziale {\displaystyle t\in [a,b],} to powyższy wzór można zapisać jako:
{\displaystyle \Gamma =\oint \limits _{L}{\overline {F}}\cdot {\overline {dl}}=\int \limits _{a}^{b}\left({\overline {F}}(t)\cdot {\frac {d{\overline {\varphi }}}{dt}}\right)dt.}

## Związek cyrkulacji z rotacją

Twierdzenie Stokesa wiąże całkę po krzywej zamkniętej ze strumieniem rotacji przenikającym przez powierzchnię zamkniętą tą krzywą.
{\displaystyle \Gamma =\oint \limits _{C}\mathbf {V} \cdot \mathbf {ds} =\int \!\!\!\int \limits _{S}(\nabla \times \mathbf {V} )\cdot \mathbf {dS} .}
Ze związku powyższego wynika:
{\displaystyle {\hat {n}}\cdot {\overline {rotF}}=\lim _{S\to 0}{\frac {\Gamma }{S}}=\lim _{S\to 0}{\frac {\oint \limits _{L}{\overline {F}}\cdot {\overline {dl}}}{S}}.}
Równanie to oznacza, że dla danej krzywej L ograniczającej pewną powierzchnię S, która jest uznana za płaską, {\displaystyle {\hat {n}}} – jest wersorem (wektor o długości 1) prostopadłym (normalnym) do tej powierzchni, iloczyn skalarny rotacji i wersora normalnego w wybranym punkcie pola jest równy granicy do której dąży iloraz cyrkulacji po krzywej zamkniętej otaczającej jeden raz wybrany punkt przez powierzchnię ograniczoną tą krzywą.